# Edouard Hubert Brunard
Edouard Hubert Frédéric Brunard (Brussel, 10 juni 1843 - 19 december 1914) was een Belgisch industrieel, grootgrondbezitter en senator.

## Levensloop
Brunard was de zoon van een exacte naamgenoot, Edouard Hubert Frédéric Brunard, handelaar, en van Adelaïde Brunard. Senator Dominique Brunard was zijn broer. Edouard Hubert Frédéric (junior) trouwde met Marie Jacquet (Fleurus, 1842 - Brussel, 1919). Hun zoon was Edouard Charles Brunard. 
Brunard, die familiebanden had met Solvay, Boucquéau en Peltzer, was industrieel (onder meer producent van bariumsulfaat) en werd welvarend. Hij was meerderheidsaandeelhouder van de Société anonyme des Sulfates de Baryte de Fleurus en van de Société anonyme de Saint-Roch.
In 1892 werd hij verkozen tot liberaal senator voor het arrondissement Brussel en vervulde dit mandaat tot in oktober 1894, met andere woorden tot aan de grondige wijziging van het kiessysteem, die als gevolg had dat de liberale partij aanzienlijk veel zetels verloor.
Brunard was lid van een vrijmetselaarsloge.

## Familiegoed
De familie Brunard bezat sinds eind 18de eeuw de kasteelhoeve Bois-Saint-Jean in Baisy-Thy, die had toebehoord aan de Orde van Malta, nadien aan de Abdij van Villers en die was omgebouwd tot kasteel. De eigendom strekte zich uit over 200 ha. Hij had nog meer eigendommen en bezat in totaal meer dan 1000 ha in Waals-Brabant. Zelf verbleef hij in de historische hoeve "Court d'Aywières" in Baisy-Thy.